# Harrisburg (Nebraska)
Harrisburg er en amerikansk by og administrativt centrum i det amerikanske county Banner County, i staten Nebraska. I 2000 havde byen et indbyggertal på 75.

## Ekstern henvisning
- Harrisburgs hjemmeside Arkiveret 26. juli 2009 hos  Wayback Machine (engelsk)

41°33′16″N 103°44′25″V / 41.55444°N 103.74028°V